# موريس ليسانت
موريس ليسانت (بالفرنسية: Maurice Laisant)‏ (11 مارس 1909 – 29 سبتمبر 1991) بدأ مسيرته المهنية بالعمل لدى شركة السكك الحديدية الوطنية الفرنسية قبل أن يتولّى وظيفة مندوب مبيعات. اكتسب ليسانت شهرته شيئًا فشيئًا باعتباره لاسلطويًا فرديًا ناشطًا، ومفكرًا حرًا، وداعيًا للسلامية. اعتُبر ليسانت أحد مؤسسي الاتحاد اللاسلطوي الذي أُعيد تنظيمه في باريس في عام 1953.
تصدّر اسم ليسانت عناوين الصحف في عام 1955 بعد اتهامه بطباعة ملصق يدين الحرب الهندوصينية الأولى، وتدخّل حينها الكاتب ألبير كامو للدفاع عنه على الملأ.

## سيرة حياته

### جذوره ونشأته
ينتمي موريس ليسانت إلى عائلة سياسية. كان جده تشالرز أنجي ليسانت نائبًا راديكاليًا عن مدينة نانت. ورث موريس وشقيقه الأصغر سنًا تشالرز ليسانت معتقداتهما الليبرتارية من والديهما.
بدأ ليسانت نشاطه مع الماسونية في عام 1926، إذ انضم إلى محفل «كونكورديا» التابع لمنظّمة غراند أورينت دو فرانس. أُعفي ليسانت من شروط السن الدنيا المعتادة بسبب عضوية والده، لكن تعيّن على ليسانت تقديم استقالته بعد وفاة والده، في 28 نوفمبر عام 1928، بفترة وجيزة. اتخذ ليسانت موقفًا دفاعيًا في وجه الانتقادات التي نالت من الماسونيين لاحقًا، ولا سيما انتقادات زملائه اللاسلطويين المعادين للماسونية، وذلك رغم تجربته المؤسفة مع الماسونية.
انضم ليسانت إلى نقابة دعاة السلامية الشباب في عام 1935، ثم بدأ بالعمل لصالح صحيفة لو ليبرتاير الأسبوعية التابعة للنقابة اللاسلطوية في عام 1939.

### مشاركته في تأسيس الاتحاد اللاسلطوي
كان موريس ليسانت واحدًا من بين مجموعة الأفراد الذين شاركوا في تأسيس الاتحاد اللاسلطوي في ديسمبر عام 1945، وذلك بعد انتهاء الحرب العالمية الثانية في مايو عام 1945. ضمّت قائمة مؤسسي هذا الاتحاد كلًا من روبرت جولان، وموريس فايول، وموريس جوَيّو، وروجر كارون، وهنري بوييه. بدأ ليسانت عمله على النشرة الأسبوعية المناهضة للحرب ما يجب أن يُقال بالتعاون مع لويس لوفيت في عام 1946. حضر ليسانت المؤتمر الأول للاتحاد العام لدعاة السلامية، الذي عُقد في مدينة باريس في نوفمبر عام 1946، إذ شارك فيه بصفته عضوًا في اللجنة الدعائية.
تدخّل ليسانت لنصرة معارضي الخدمة العسكرية (المستنكفين الضميريين) مرارًا وتكرارًا، حتى عند اختلافه معهم في بعض النقاط الثانوية. أشار موريس راجسفوس إلى أحد النقاشات التي دارت في الاتحاد اللاسلطوي حول المبادئ الأساسية، إذ فتح موريس ليسانت حينها باب المناقشة بعد عرضه وجهة نظره الخاصة التي انطوت على قدر كبير من التناسق:
«ما هي معارضة الخدمة العسكرية إن لم تكن رفض الإنسان خضوعه للقوانين والأعراف الحالية؟ انتشرت معارضة الخدمة العسكرية في كل زمان ومكان، سواء بين الأفراد أو المجموعات، فهي معارضة الإنسان للنظام القائم ... لم أدافع عن معارضة الخدمة العسكرية قط، وذلك لأنني أراها مسألةً شخصيةً، لا مسألةً يستطيع أي فرد غير متأثر بها بصفة مباشرة الحكمَ عليها: لا يمكنني أيضًا فرض مسار على الآخرين لم أجرؤ على سلكه شخصيًا».
شهد الاتحاد اللاسلطوي تفككًا ضمن نطاقه، إلا أن موريس ليسانت وغيره من الأعضاء شرعوا في جمع شتات المجموعة في عام 1953، ليصبحوا بذلك أحد أعضائها القياديين. انضم كل من موريس ليسانت وموريس جوَيّو إلى لجنة تحرير مجلة لو موند ليبرتاير التابعة للاتحاد في عام 1956.
أصبح ليسانت عضوًا في مجموعة «القوى الحرة من أجل السلام» في بداية خمسينيات القرن الماضي، ليُصبح أمينًا دعائيًا للمجموعة في عام 1952.